# Vladimir Aceti
Vladimir Aceti (ur. 16 października 1998 w Pietrozawodsku) – włoski lekkoatleta specjalizujący się w biegach sprinterskich.
Półfinalista mistrzostw świata juniorów młodszych (2015) i światowego czempionatu juniorów (2016) w biegu na 400 metrów. W 2017 startował na juniorskich mistrzostwach Europy w Grosseto, podczas których zdobył złoto zarówno w biegu na 400 metrów, jak i w sztafecie 4 × 400 metrów.
Medalista mistrzostw Włoch oraz reprezentant kraju na drużynowych mistrzostwach Europy.

## Osiągnięcia
| Rok  | Impreza                                 | Miejsce   | Konkurencja                 | Pozycja    | Wynik           |
| ---- | --------------------------------------- | --------- | --------------------------- | ---------- | --------------- |
| 2015 | Mistrzostwa świata juniorów młodszych   | Cali      | bieg na 400 m               | półfinał   | 48,59           |
| 2016 | Mistrzostwa świata juniorów             | Bydgoszcz | bieg na 400 m               | półfinał   | 47,41           |
| 2016 | Mistrzostwa świata juniorów             | Bydgoszcz | sztafeta 4 × 400 m          | –          | DQ              |
| 2017 | Superliga drużynowych mistrzostw Europy | Lille     | sztafeta 4 × 400 m          | 7. miejsce | 3:06,35         |
| 2017 | Mistrzostwa Europy juniorów             | Grosseto  | bieg na 400 m               | 1. miejsce | 45,92           |
| 2017 | Mistrzostwa Europy juniorów             | Grosseto  | sztafeta 4 × 400 m          | 1. miejsce | 3:08,68         |
| 2018 | Mistrzostwa Europy                      | Berlin    | sztafeta 4 × 400 m          | 6. miejsce | 3:02,34 (elim.) |
| 2019 | Halowe mistrzostwa Europy               | Glasgow   | sztafeta 4 × 400 m          | 6. miejsce | 3:09,48         |
| 2019 | Młodzieżowe mistrzostwa Europy          | Gävle     | bieg na 400 m               | 7. miejsce | 47,16           |
| 2019 | Młodzieżowe mistrzostwa Europy          | Gävle     | sztafeta 4 × 400 m          | –          | DQ              |
| 2019 | Mistrzostwa świata                      | Doha      | sztafeta 4 × 400 m          | 6. miejsce | 3:02,78         |
| 2019 | Światowe wojskowe igrzyska sportowe     | Wuhan     | bieg na 400 m               | 5. miejsce | 47,05           |
| 2021 | Halowe mistrzostwa Europy               | Toruń     | bieg na 400 m               | półfinał   | 46,55           |
| 2021 | Halowe mistrzostwa Europy               | Toruń     | sztafeta 4 × 400 m          | 5. miejsce | 3:07,37         |
| 2021 | World Athletics Relays                  | Chorzów   | sztafeta 4 × 400 m          | 4. miejsce | 3:05,11         |
| 2021 | Superliga drużynowych mistrzostw Europy | Chorzów   | sztafeta 4 × 400 m          | 1. miejsce | 3:02,64         |
| 2021 | Igrzyska olimpijskie                    | Tokio     | sztafeta 4 × 400 m          | 7. miejsce | 2:58,81         |
| 2021 | Igrzyska olimpijskie                    | Tokio     | sztafeta mieszana 4 × 400 m | eliminacje | 3:13,51         |
| 2022 | Mistrzostwa świata                      | Eugene    | sztafeta 4 × 400 m          | eliminacje | 3:03,43         |
| 2022 | Mistrzostwa Europy                      | Monachium | sztafeta 4 × 400 m          | 8. miejsce | 3:03,04         |
| 2023 | Halowe mistrzostwa Europy               | Stambuł   | bieg na 400 m               | eliminacje | 46,80           |
| 2024 | World Athletics Relays                  | Nassau    | sztafeta 4 × 400 m          | 5. miejsce | 3:01,60         |
| 2024 | Mistrzostwa Europy                      | Rzym      | sztafeta 4 × 400 m          | 2. miejsce | 3:00,81         |
| 2024 | Igrzyska olimpijskie                    | Paryż     | sztafeta 4 × 400 m          | 7. miejsce | 2:59,72         |
| 2025 | World Athletics Relays                  | Kanton    | sztafeta 4 × 400 m          | repasaże   | 3:04,14 (elim.) |
| 2025 | World Athletics Relays                  | Kanton    | sztafeta mieszana 4 × 400 m | repasaże   | 3:12,53         |
| 2025 | I dywizja drużynowych mistrzostw Europy | Madryt    | sztafeta mieszana 4 × 400 m | 2. miejsce | 3:09,66         |

## Rekordy życiowe
- Bieg na 400 metrów (stadion) – 45,58 (2021)
- Bieg na 400 metrów (hala) – 46,55 (2021)

7 sierpnia 2021 Aceti biegł na drugiej zmianie sztafety 4 × 400 metrów, która w Tokio wynikiem 2:58,81 ustanowiła aktualny rekord kraju w tej konkurencji.
29 czerwca 2025 Aceti biegł na trzeciej zmianie włoskiej sztafety mieszanej 4 × 400 metrów, która w Madrycie wynikiem 3:09,66 ustanowiła aktualny rekord kraju w tej konkurencji.